# Le Corbeau et le Renard
Pour le court-métrage, voir Le Corbeau et le Renard (court métrage).
Ne doit pas être confondu avec Sur un arbre perché.
Le Corbeau et le Renard est la deuxième fable du Livre I des Fables de La Fontaine situé dans le premier recueil des Fables, édité pour la première fois en 1668. Il existe deux sources à cette fable : la version d’Ésope (« Le Corbeau et le Renard ») et celle du fabuliste latin Phèdre (Macédoine - 10 av. J.-C. - vers 54 apr. J.-C., auteur de vingt-trois fables imitées d’Esope). La version de Phèdre (Livre I, 13) a été traduite en français une première fois au XIIe siècle par Marie de France, et ensuite, par Sacy en 1647.
Cette fable, dont les personnages sont, respectivement, un corbeau et un renard, était déjà présente chez Ésope et Phèdre (I, 13). Elle apparaît également dans la quatrième aventure du Roman de Renart, où Tiecelin le Corbeau, qui avait dérobé un fromage à une vieille dame, s'en fait dépouiller par la ruse de Renart.

## Texte de la fable
Maître corbeau, sur un arbre perché,

Tenait en son bec un fromage.

Maître renard, par l’odeur alléché,

Lui tint à peu près ce langage :

« Hé ! bonjour, Monsieur du Corbeau.

Que vous êtes joli ! que vous me semblez beau !

Sans mentir, si votre ramage

Se rapporte à votre plumage,

Vous êtes le phénix des hôtes de ces bois. »

À ces mots, le corbeau ne se sent pas de joie ;

Et pour montrer sa belle voix,

Il ouvre un large bec, laisse tomber sa proie.

Le renard s’en saisit, et dit : « Mon bon monsieur,

Apprenez que tout flatteur

Vit aux dépens de celui qui l’écoute.

Cette leçon vaut bien un fromage sans doute. »

Le corbeau honteux et confus,

Jura, mais un peu tard, qu’on ne l’y prendrait plus.
— Jean de La Fontaine, Fables de La Fontaine, Le Corbeau et le Renard, texte établi par Jean-Pierre Collinet, Fables, contes et nouvelles, Gallimard, « Bibliothèque de la Pléiade », 1991, p. 32

## Parodies, musique
Cette fable a été mise en musique par Jacques Offenbach en 1842, Benjamin Godard en 1872, par Charles Lecocq en 1885, par André Caplet en 1919, par Maurice Delage en 1931, par Xavier Benguerel i Godó en 1998. Elle a été parodiée sous de multiples formes, notamment par les Frères Jacques dans leur album Chantent La Fontaine en 1964. En 1987, Roger Dumas et Jean-Jacques Debout s'en inspirent pour écrire et composer la chanson Mais, en attendant, Maître Renard enregistrée par Chantal Goya sur son album Le monde tourne à l'envers. En 2010, Jean-Jacques Debout met le poème en musique pour l'album de Chantal Goya et Roger Houzel Chantons les Fables de la Fontaine. En 1982, Dorothée en chante les huit premiers vers dans sa chanson Monsieur De La Fontaine, écrite par son producteur Jean-Luc Azoulay, co-composée par ce dernier et le musicien Gérard Salesses, qui paraît sur son album Dorothée chante parfois également intitulé Hou ! La menteuse.
En 1982 également, Jean Poiret y fait allusion dans sa pièce de théâtre Joyeuses Pâques. En 1984, cette allusion est reprise par Georges Lautner dans son film du même nom, adapté de la pièce de théâtre de Jean Poiret.

## Illustrations

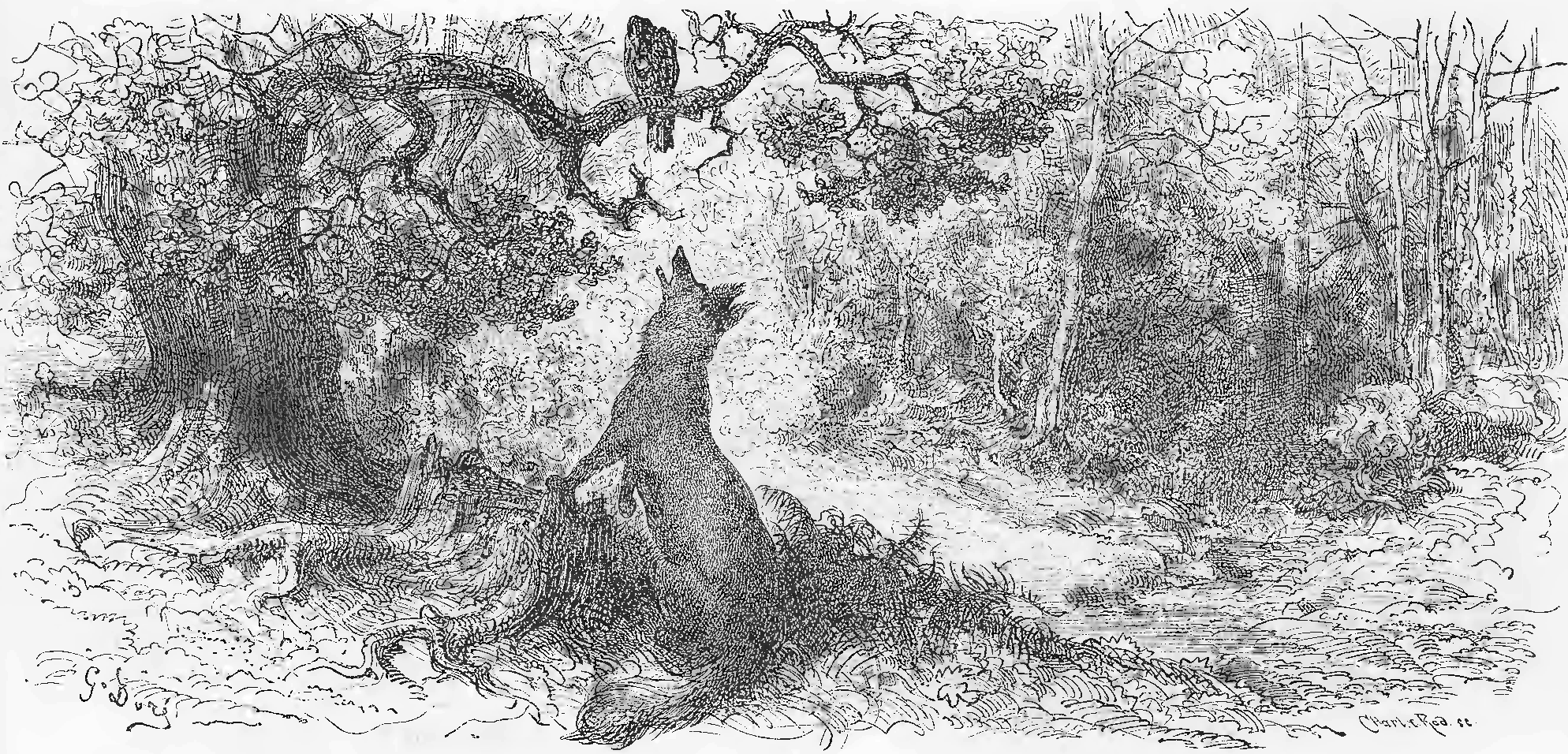
Illustration de Gustave Doré (1876).
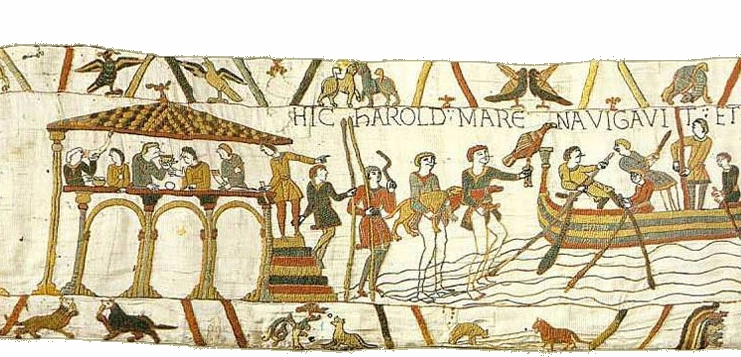
Sur la bordure inférieure de la tapisserie de Bayeux (scène 4) apparaissent deux fables : Le Corbeau et le Renard et Le Loup et l’Agneau.
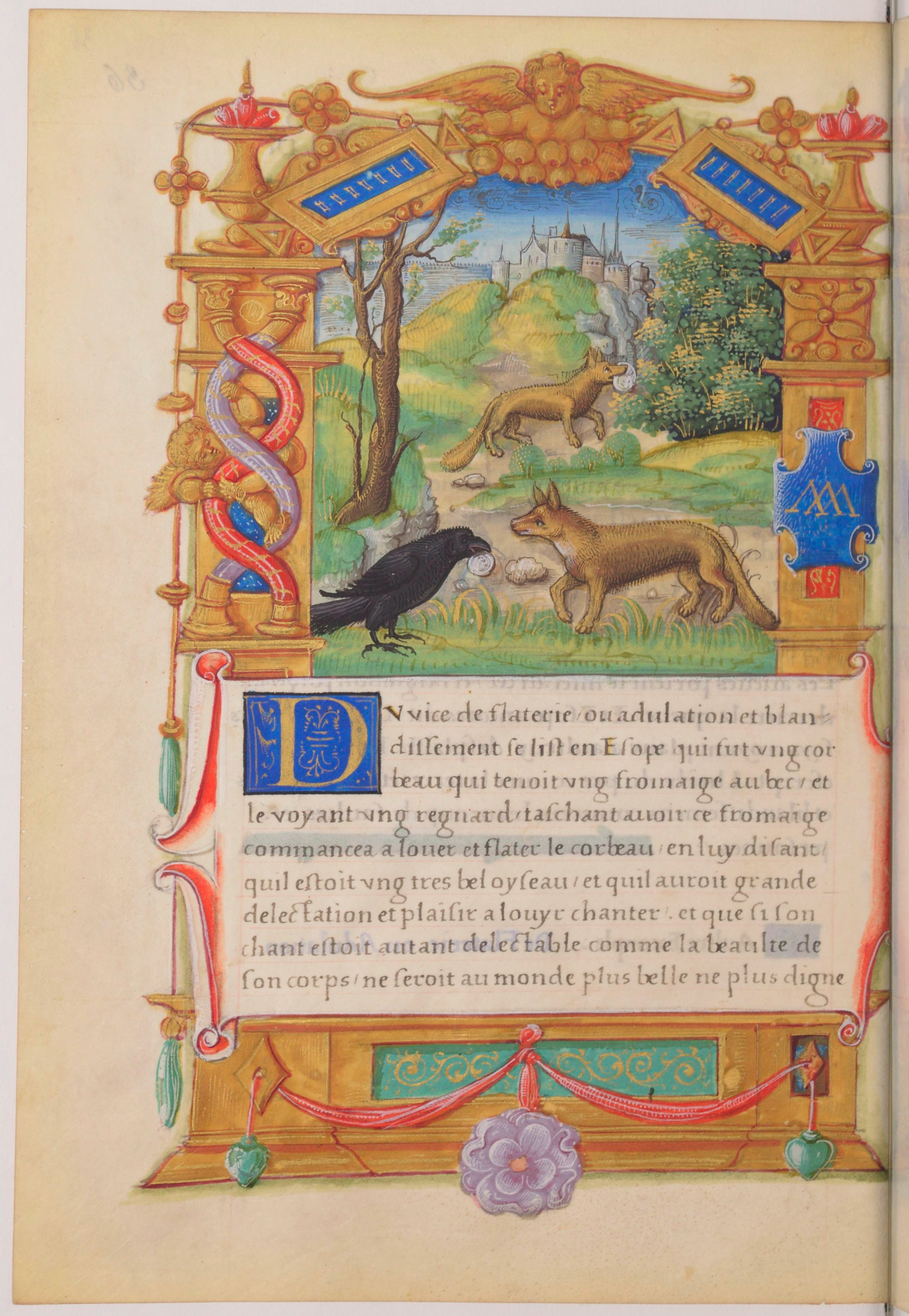
"Fleur de vertu, le vice de la flatterie : le corbeau et le renard", enluminure d'un parchemin vers 1530 de Maître de François de Rohan.
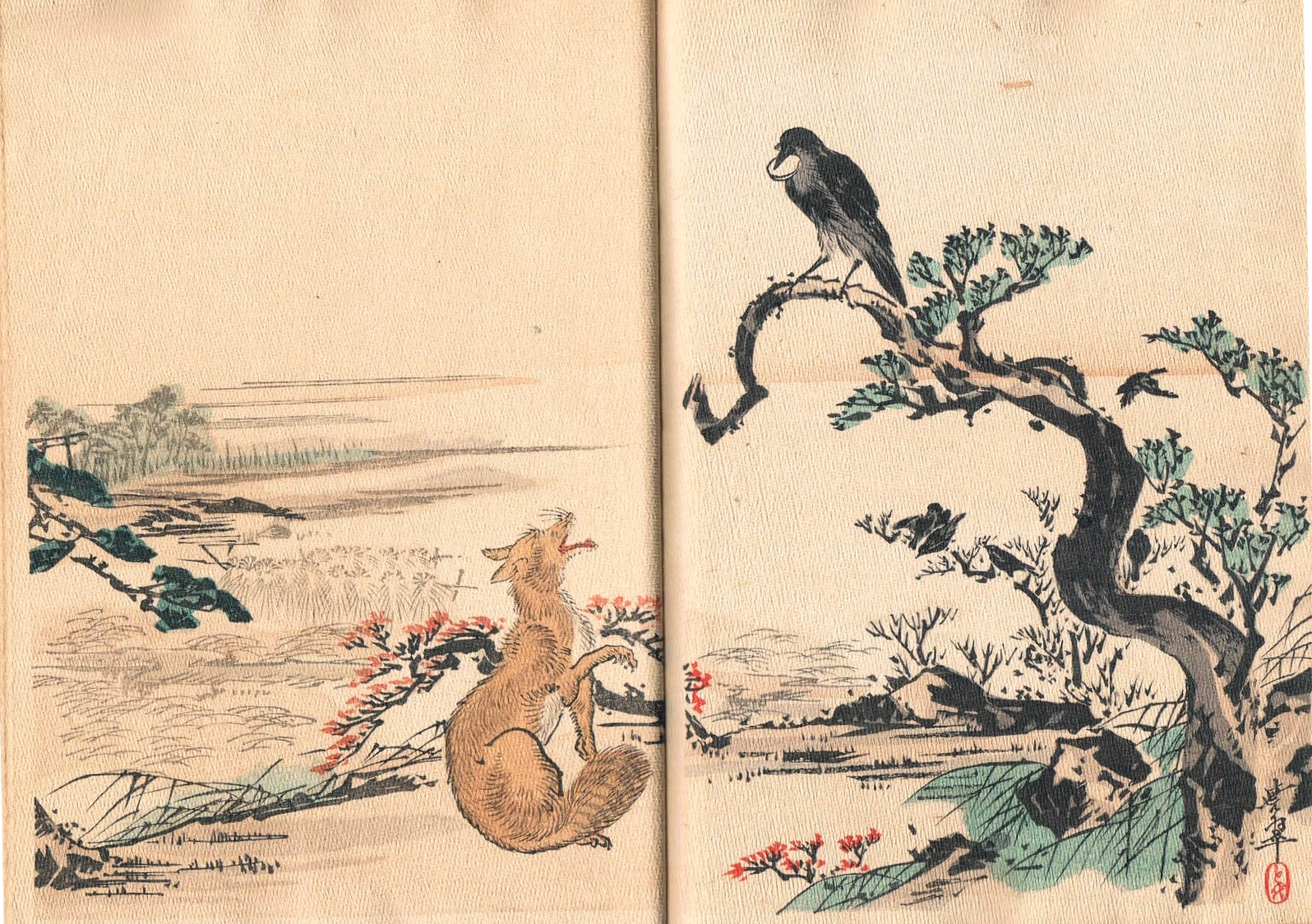
Illustration d'un artiste de Tokyo (1894).
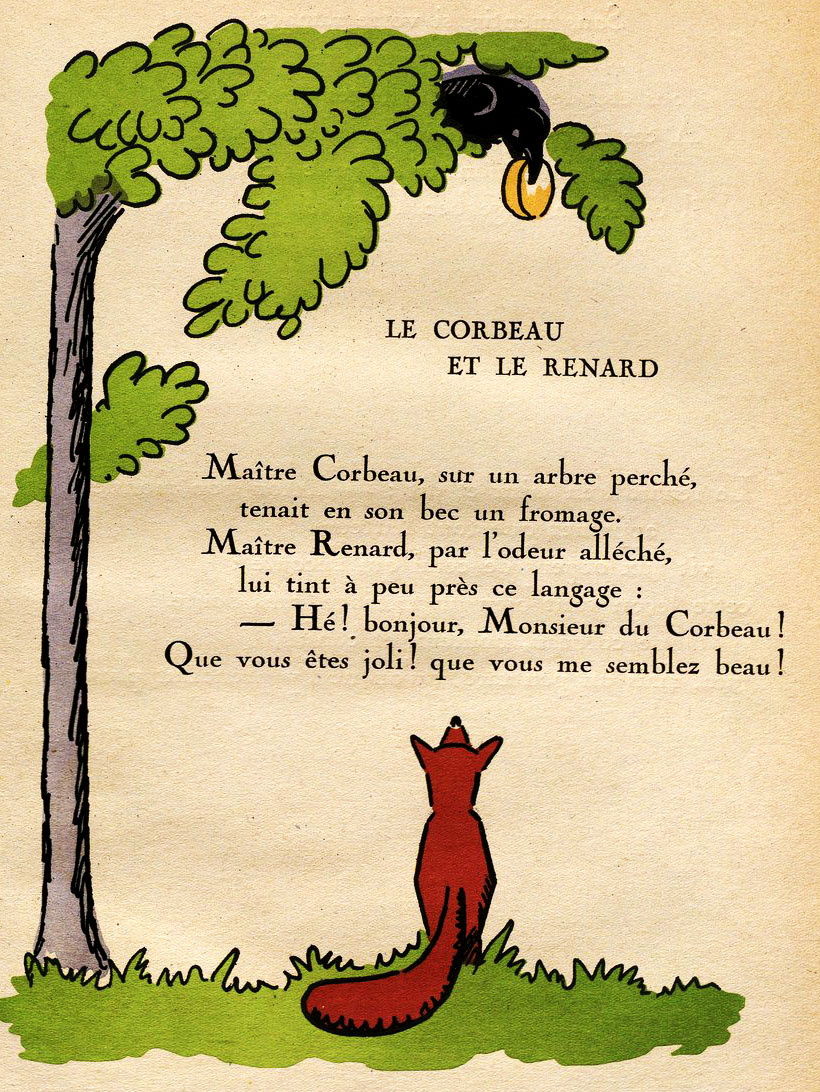
Illustration d'André Hellé (1946).

## Audio
- Le corbeau et le renard (78 tours numérisé / audio : 1 minute 01 seconde) lu par Jacques Charon (voix masculine) sur le site de la Médiathèque Musicale de Paris
- Le corbeau et le renard (78 tours numérise / audio : 1 minute) lu par Berthe Bovy ou Gisèle Casadesus (voix féminine) sur le site de la Médiathèque Musicale de Paris
- La cigale et la fourmi et Le corbeau et le renard ; Le loup et l'agneau et La mort et le bûcheron (audio : 2 minutes 13 secondes ; 3 minutes 06 secondes), fables lues par Andrée de Chauveron et M. Delbost sur le site de la Bibliothèque Nationale de France